# アレクサンデル・ブクサ
アレクサンデル・ブクサ（Aleksander Buksa 、2003年1月15日 - ）は、ポーランド・クラクフ出身のプロサッカー選手。ジェノアCFC所属。ポジションは、フォワード。
実兄のアダム・ブクサもサッカー選手。